# Kevin Miguel Connolly
Kevin Miguel Connolly (Tucson, 15 marzo 1974) è un doppiatore statunitense. Lavora soprattutto nel doppiaggio di anime in particolare Detective Conan e Fullmetal Alchemist.

## Doppiaggio
- BECK - Tanabe
- Beet the Vandel Buster - Cruss
- Big Windup! - Motoki Haruna
- B't X Cavalieri alati - Prof. Kotaro 'Kit' Takamiya
- Detective Conan - Harley Hartwell
- Detective Conan: Il caso Mirapolis - Harley Hartwell
- Crayon Shin Chan - Doyle
- Desert Punk - ruoli vari
- Fullmetal Alchemist - Kain Fury
- Fullmetal Alchemist: Brotherhood - Kain Fury
- Fullmetal Alchemist: Il conquistatore di Shamballa - Kain Fury
- Ginga tetsudō monogatari - Terry Goldman
- Guyver - Tsutomu Tanaka
- Host Club - Amore in affitto - Chikage Ukyo
- Kimi ga nozomu eien - Takayuki Narumi
- Mushishi - Kai
- One Piece - Pell
- Il giocattolo dei bambini - manager di Naozumi
- School Rumble - Shigeo Umezu
- Tsubasa RESERVoir CHRoNiCLE - Fujitaka Kinomoto